# Kelvin Poole
Kelvin Poole (* 27. März 1958) ist ein ehemaliger australischer Radrennfahrer.

## Sportliche Laufbahn
Poole war im Bahnradsport aktiv. Er war Teilnehmer der Olympischen Sommerspiele 1980 in Moskau. In der Mannschaftsverfolgung kam Australien mit Colin Fitzgerald, Kevin Nichols, Kelvin Poole und Gary Sutton auf den 6. Platz. In der Einerverfolgung wurde er auf dem 9. Rang klassiert.
Bei den Commonwealth Games 1978 in Edmonton und 1982 in Brisbane startete er in der Einerverfolgung, konnte aber keine Medaille gewinnen.